# Zabaw się w mój świat
Zabaw się w mój świat – trzeci album studyjny Urszuli Sipińskiej, wydany w 1975 przez wytwórnię „Pronit”.

## Lista utworów
Strona A:
1. "Kukułeczka"
2. "Wołaniem wołam cię"
3. "Komu weselne dzieci"
4. "A kiedy ludziom ludzi brak"
5. "Świat moich kilku lat"

Strona B:
1. "Zabaw się w mój świat"
2. "Pod moim domem mieszkał ptak"
3. "Moja mama grała mi"
4. "Gdzie nie ma nas"
5. "Fortepian w rzece"